# Xiphophorus variatus
Xiphophorus variatus es una especie de peces de la familia de los pecílidos en el orden de los ciprinodontiformes.

## Morfología
La mayoría de los ejemplares de "platy" que encontramos en el mercado provienen de dos especies, Xiphophorus maculatus y Xiphophorus variatus, que se han hibridado abundantemente entre sí y con otras especies de poecílidos como los "xifos".
De forma general pues se puede decir que se trata de un pez de cuerpo relativamente alargado, de formas diversas y colorido variadísimo debido a su generalizada hibridación y selección cromática.
El "platy" original sin embargo presenta una pobre coloración y unas aletas pequeñas.
Presenta gran variedad de colores y formas
Los machos pueden alcanzar los 7 cm de longitud.

## Distribución geográfica
Se encuentran en América: México.